# Mouvement populaire de libération (Djibouti)
Pour les articles homonymes, voir Mouvement populaire de libération.
Le Mouvement populaire de libération (MPL) est un mouvement politique du territoire français des Afars et des Issas, qui revendique l'indépendance de la colonie, puis de la république de Djibouti.

## Caractéristiques
Selon André Laudouze, c'est un parti marxiste-léniniste animé par de jeunes Afars. Pour Philippe Leymarie, c'est un parti « maoïste […] recrutant exclusivement parmi la jeunesse afar ».

## Histoire
Le MPL est créé fin 1975, en opposition à l'UNI d'Ali Aref Bourhan. Son président est alors Mohamed Kamil Mohamed. Il participe au «Front patriotique uni» des partis djiboutiens créé au Ghana fin mars 1977 .
Le MPL obtient cinq représentants dans l'Assemblée élue le 5 mai 1977 en vue de l'indépendance. Mais le parti est interdit peu après, le 16 décembre 1977, accusé d'avoir commandité des attentats dont celui contre le Palmier en Zinc le 15 décembre 1977. Ahmed Dini, premier ministre, quitte alors le gouvernement.
Selon Ahmed Dini, le MPL avait appelé ses membres à quitter la nouvelle armée djiboutienne . En tout cas, une soixantaine de sous-officiers la quittent en août 1977.
Le MPL fusionne avec l'Union nationale pour l’indépendance (UNI) pour former le Front démocratique de libération de Djibouti (FDLD), lors d'une réunion à Addis-Abeba en juin 1979. Ce regroupement disparaît vers 1982, ses dirigeants retournent alors à Djibouti.